# Число половинної точності
Число́ полови́нної то́чності (англ. half precision) — комп'ютерний формат представлення чисел з рухомою комою, який займає у пам'яті половину від 32-бітного числа одинарної точності, тобто 16 біт або 2 байти.
У стандарті IEEE 754 16-бітовий формат має назву binary16 і має такі характеристики:
- Формат числа: Знаковий розряд (1 біт), експонента (5 біт), мантиса (10 біт).
- Діапазон значень: ±2−24(5.96E-8) — 65504.
- Приблизна точність: 3,3 десяткових знаки (log10(211)).

| Знак | Знак         | Знак         | Знак         | Знак         |              |         |         |         |         |         |         |         |         |         |         |
|      | Експо- нента | Експо- нента | Експо- нента | Експо- нента | Експо- нента | Мантиса | Мантиса | Мантиса | Мантиса | Мантиса | Мантиса | Мантиса | Мантиса | Мантиса | Мантиса |
| 0    | 0            | 0            | 0            | 0            | 0            | 0       | 0       | 0       | 0       | 0       | 0       | 0       | 0       | 0       | 0       |
| ---- | ------------ | ------------ | ------------ | ------------ | ------------ | ------- | ------- | ------- | ------- | ------- | ------- | ------- | ------- | ------- | ------- |
| 15   | 15           | 15           | 15           | 8            | 8            | 8       | 8       | 7       | 7       | 7       | 7       | 0       | 0       | 0       | 0       |